# Ratchet & Clank: Fuoco a volontà
Ratchet & Clank: Fuoco a volontà (conosciuto anche come Ratchet & Clank 2: Locked & Loaded in Europa, Ratchet & Clank: Going Commando in Nord America e Ratchet and Clank 2: GaGaGa! Commandos of the Galaxy in Giappone) è un videogioco platform 3D sviluppato da Insomniac Games e distribuito da Sony Computer Entertainment Europe; cronologicamente è situato tra Ratchet & Clank e Ratchet & Clank 3.

## Trama
A sei mesi dalla morte del Presidente Drek, Ratchet e Clank vengono chiamati da Abercrombie Fidzzwiget, il presidente della Megacorp, un'industria di armi e gadget della galassia Bogon, dove un animaletto blu creato in laboratorio, il Protopet, un essere all'apparenza tenero, piccolo e pelosetto, è stato rubato dal quartier generale da un ladro sconosciuto, e i due protagonisti dovranno riappropriarsene e restituirlo a Fizzwidget. Dopo un lungo viaggio attraverso i pianeti, recuperano il Protopet sul pianeta Siberius e lo restituiscono al capo della Megacorp.
Poco dopo, il ladro trova Ratchet e Clank e involontariamente, inciampando, mostra il suo vero volto: è Angela Cross, un'ex dipendente della Megacorp, che ha rubato il Protopet per proteggerlo dai cittadini a cui è stata annunciata la sua distribuzione come animale domestico. I due protagonisti non capiscono quale sia il motivo della minaccia che comporta l'esperimento, ma dopo aver visto un video top-secret della Megacorp che ordina la sua eliminazione in quanto potenzialmente pericoloso, vorace ed aggressivo, avvertono Fiddzwiget di interrompere immediatamente la produzione, ma lui finge di non capire. Parte così un inseguimento tra Ratchet e Clank, che devono comunicare il fatto, e Fiddzwiget, che continua a rimandare gli appuntamenti del punto di incontro, facendo finta di nulla. Ratchet e Clank hanno però, quasi fin da subito, un affare in sospeso anche con la banda dei Thugs-4-Less, assoldati inizialmente da Angela come guardie del corpo, che li arrestano con una falsa accusa e li porta a sconfiggere il loro capo sul pianeta Snivelak.
Intanto, il presidente della Megacorp ha distribuito alcuni Protopet ad Allgon City, sul pianeta Damosel, i quali si sono moltiplicati a dismisura causando panico e distruzione in città. Dopo aver sterminato i Protopet, Angela comunica a Ratchet di possedere un cartellino da dipendente della Megacorp, che possono utilizzare per penetrare nel quartier generale Megacorp sul pianeta Yeedil, al cui interno si trova ciò che insieme dovranno eliminare: il Protopet originale, da cui vengono prodotti tutti gli altri. Dopo aver superato i pesanti sistemi di sicurezza robotici, all'interno del laboratorio, Ratchet, Clank e Angela vengono presi in ostaggio da Fiddzwiget che si mostra per chi è realmente: è Qwark, che ha intenzione di distruggere personalmente il Protopet girando un videoclip, che manderà in televisione, sia per scaricare la colpa di tutto il caos provocato dal Protopet su Ratchet, Clank e Angela, sia essere riconosciuto come l'eroe che era prima di essere umiliato dai due protagonisti nel primo capitolo. Utilizzando un difettoso congegno creato da Angela per rendere inerme il Protopet, egli rende invece la creatura più grande e mostruosa, la quale ingoia il capitano Qwark.
Dopo un duro scontro, Ratchet sconfigge la bestia, la quale ritorna alle dimensioni originali grazie al congegno, riparato da Clank. Il vero Fiddzwiget esce allo scoperto, annunciando di essere stato rinchiuso da Qwark in un ripostiglio per tutto il tempo. Dopo aver portato la pace nella galassia, Ratchet e Clank vanno ad abitare a Megapolis, sul pianeta Endako, mentre Qwark viene assunto dalla Megacorp come tester di apparecchi meccanici.

## Modalità di gioco
Il secondo episodio ha gettato le basi per tutti gli episodi successivi. Infatti, qui compare una basica forma di potenziamento armi e la nanomite può aumentare sconfiggendo i nemici.
Anche qui sono disponibili vari oggetti, tra i quali i bolt di platino, con i quali modificare le armi per renderle ancora più potenti. Ovviamente, sono ottenibili i punti stile, sempre distruggendo oggetti, usando in certi mondi determinate armi e completando percorsi senza subire danni.

### Energia
La vita di Ratchet aumenta di pari passo con l'esperienza accumulabile sconfiggendo i nemici. Per ottenere la massima energia, bisognerà raccogliere degli speciali acceleratori di "Nanotech", nascosti per i vari livelli: questi oggetti aumentano di un'unità il Nanotech massimo di Ratchet. Esistono due tipi di contenitori di "Nanotech": quelli blu, che ripristinano di un'unità l'energia di Ratchet, e quelli rosa, che ripristinano 4 unità.

### Corazze
In alcune precise location del gioco, si possono trovare dei venditori di corazze: queste ultime vanno comprate con i bolt allo stesso modo delle armi e, oltre a cambiare l'aspetto di Ratchet, gli conferiranno maggiore potenza. Una volta acquistata una corazza, non si potrà più utilizzare quella precedente, ma solo acquistarne un'altra con maggior resistenza.

### Armi
Le armi del gioco, a differenza di quelle del primo titolo, si possono potenziare: man mano che si utilizzano, infatti, esse acquistano esperienza e, infine, salgono di livello cambiando il nome, migliorando così le loro caratteristiche come la potenza, il caricatore e gli "effetti speciali"; ogni arma ha un differente tipo di sviluppo e alcune possono essere ulteriormente potenziate nel negozio di Slim Cognito, che inserirà qualche aggiunta minore in cambio di bolt di platino, come dell'acido, delle scariche elettriche e l'aggancio del mirino.

### Astronave
In questo capitolo, l'astronave del Lombax può essere modificata aggiungendo protezioni, razzi, mine, scudi e così via, da usare in livelli specifici, e vanno comprate con il raritanium, ottenuto dalla distruzione di asteroidi di ghiaccio, di nemici oppure estraendolo con uno speciale veicolo. Si può anche cambiare il colore, le ali o il muso della stessa nave.

## Extra

### Bolt di platino
L'equivalente dei bolt d'oro del precedente capitolo. Anche qui, sono nascosti per i vari livelli; mentre i bolt d'oro permettevano di acquistare le armi d'oro, i bolt di platino, invece, sono la valuta per acquistare potenziamenti per le armi.

### Punti stile
Compiendo delle specifiche azioni in uno specifico pianeta, si sbloccano dei punti stile; tuttavia, a parte il "titolo" del punto stile, non viene dato alcun indizio al riguardo, quindi è veramente difficile prenderli tutti senza una guida. Ogni 5 punti stile si sbloccano dei trucchi, che però non influiscono sull’andamento o la difficoltà del gioco.

## Doppiaggio
| Personaggio                | Doppiatore originale                                  | Doppiatore italiano |
| -------------------------- | ----------------------------------------------------- | ------------------- |
| Ratchet                    | James Arnold Taylor                                   | Simone D'Andrea     |
| Clank                      | David Kaye                                            | Aldo Stella         |
| Angela Cross               | Rodger Bumpass (come ladro) Kath Soucie (come Angela) | Dania Cericola      |
| Capitano Qwark             | Jim Ward                                              | Gianni Gaude        |
| L'idraulico                | Neil Flynn                                            | Andrea De Nisco     |
| Abercrombie Fizzwidget     | Jim Ward                                              | Gianni Gaude        |
| Capo Thug-4-Less           | Steven Blum                                           | Riccardo Rovatti    |
| Impiegato Megacorp         | David Kaye                                            | Stefano Albertini   |
| Annunciatore               |                                                       | Andrea De Nisco     |
| Cavaliere del deserto #1   | Steven Blum                                           | Marco Pagani        |
| Cavaliere del deserto #2   | Michael Bell                                          | Marco Pagani        |
| Inventore                  | Rodger Bumpass                                        | Stefano Albertini   |
| Slim Cognito               | James Horan                                           | Stefano Albertini   |
| Mistico                    | James Arnold Taylor                                   | Alberto Olivero     |
| Dr. Bladder                |                                                       | Marco Pagani        |
| Matematico                 |                                                       | Stefano Albertini   |
| Venditore losco            | Chad Michael Einbinder                                | Alberto Olivero     |
| Billy                      | Chad Michael Einbinder                                | Dania Cericola      |
| Snuggler mutante           | Michael Bell                                          | Alberto Olivero     |
| Darla Gratch               | Sylvia Amerito                                        | Cinzia Massironi    |
| Ipnotizzatore              | James Arnold Taylor (1ª mano) David Kaye (2ª mano)    | Marco Pagani        |
| Pupazzo dell'ipnotizzatore |                                                       | Alberto Olivero     |